# Universiteitsmuseum (Groningen)
Het Universiteitsmuseum is een museum in het centrum van de Nederlandse stad Groningen dat de collectie beheert van de Rijksuniversiteit Groningen, waaronder de collecties van drie voormalige musea in de stad. Er zijn regelmatig tentoonstellingen.

## Geschiedenis
Het Universiteitsmuseum werd in 1932 opgericht door de toenmalige rector magnificus, professor Anton Gerard Roos. De collectie werd gevormd door giften van hoogleraren en alumni. Tussen 1934 en de sluiting in de Tweede Wereldoorlog in 1944 was het museum gevestigd in het Corps de Garde, aan het eind van de Oude Boteringestraat. In 1949 werd het museum heropend op de zolder van het Academiegebouw.
In 1987 verhuisde het museum naar de Zwanestraat, waar voorheen de Universiteitsbibliotheek Groningen te vinden was. Na een verbouwing in 2004 is om meer bezoekers te trekken de ingang verplaatst naar de Oude Kijk in 't Jatstraat 7. De nieuwbouw was het resultaat van een wedstrijd, gewonnen door architectenbureau SKETS. Zij wonnen met het ontwerp de jury-prijs en werden tweede voor de publieksprijs. Voor de nieuwbouw is het kunstwerk The catwalk te zien. Dit kunstwerk is onderdeel van het Kennisjaren 1994-2014 beeldenproject van de universiteit. Inmiddels is de museale collectie verder uitgebreid na sluiting van enkele andere musea die onder de universiteit vielen.

## Collectie

### Botanie
Omvat de collectie zaden, bloemen en afdrukken van planten van het vroegere Botanisch Museum (1870-jaren 1980).

### Geneeskunde
Omvat de anatomische en pathologische collectie van het vroegere Anatomisch Museum (ca. 1820-2003), dat ooit werd opgericht uit het anatomisch theater uit 1615 en eerst gevestigd was in de Broerkerk. In 1830 verhuisde het naar het nieuwe Academisch Ziekenhuis aan de Munnekeholm. Begin 1900 ontstonden spanningen tussen hoogleraren Rutger Adolf Reddingius en Jan Willem van Wijhe toen algemene anatomie en pathologische anatomie moesten worden gescheiden en de beperkte ruimte dus moest worden verdeeld. In 1904 verhuisde Reddingius naar het nieuwe pathologisch-anatomisch laboratorium aan de Oostersingel (tegenover het nieuwe Academisch Ziekenhuis), waar hij het Pathologisch Museum oprichtte. In 1909 verrees aan dezelfde Oostersingel het Laboratorium voor anatomie en embryologie, waar Van Wijhe het Anatomisch Museum naartoe verplaatste. In de jaren 1960 werd het Pathologisch Museum overbodig geacht en werd een klein deel van de collectie overgeplaatst naar het Anatomisch Museum, terwijl de rest werd weggegooid. In 2003 besloot de universiteit om het museum op te heffen en de collectie over te brengen naar het nieuwe Universiteitsmuseum. 
Behalve de anatomische en pathologische collectie zijn er ook oude medische en tandheelkundige instrumenten te vinden. Belangrijke collecties van het vroegere Anatomische Museum waren de privéverzamelingen van Petrus Camper en Pieter de Riemer. In 2004 werd de geneeskundige collectie verder uitgebreid met collecties van het academisch ziekenhuis Groningen (sinds 2005 UMCG).

### Aletta Jacobs
In het Universiteitsmuseum is ook een kamer speciaal ingericht ter herdenking van de Nederlandse feministe Aletta Jacobs, vooral vanwege haar vernieuwende werk als arts. In de kamer zijn persoonlijke voorwerpen van Aletta Jacobs te zien, onder meer haar bureau en haar hutkoffer.

### Psychologische collectie
De psychologische collectie bestaat uit instrumenten ten behoeve van de experimentele psychologie, waarmee onder andere de waarneming en het geheugen onderzocht konden worden.

### Volkenkundige collectie
In 1968 schonk de Groningse hoogleraar theologie, dichter en beeldend kunstenaar Theodoor Pieter van Baaren (1912-1989) zijn collectie etnografica aan de Rijksuniversiteit Groningen, omdat hij vond dat deze voor een algemeen publiek toegankelijk moest worden gemaakt. Voorwaarde bij de schenking was dan ook dat de universiteit de voorwerpen ten toon zou stellen: er zou een volkenkundig museum worden gesticht.
Al voor de opening van het nieuwe museum werd de collectie aanzienlijk uitgebreid met drie belangrijke verzamelingen:
-         Collectie van Het Princessehof te Leeuwarden
-         Collectie van het voormalig Tropisch Landbouwmuseum Deventer
-         Collectie van de particulier E.F. ten Houten
Op 16 juni 1978 werd het nieuwe volkenkundige museum uiteindelijk voor het publiek geopend. Van Baaren vernoemde het museum naar de theoloog die hij als hoogleraar was opgevolgd: Gerardus van der Leeuw. Gedurende het bestaan van het Volkenkundig museum 'Gerardus van der Leeuw' (1978-2003) zijn enkele duizenden voorwerpen verzameld, onder andere door schenkingen en overdrachten uit nalatenschappen. Toen het museum in 2003 werd opgeheven kwam de collectie onder het beheer van het Universiteitsmuseum.
De collectie telt in totaal meer dan 8.000 voorwerpen uit alle windstreken. De collectie van Theo van Baaren bestaat uit zo’n 2200 etnografische objecten, waarvan een derde afkomstig is uit Papoea Nieuw-Guinea, ruim een derde uit West- en Centraal-Afrika en verder veel objecten uit andere eilanden in het Pacifisch gebied en Australië, Indonesië en Noord- en Zuid-Amerika.
De rest van de collecties bestaat voor een deel uit schenkingen en nalatenschappen, waaronder zo’n 250 objecten uit India, 75 objecten uit Ghana, een onbekend aantal Noord-Amerikaanse Indiaanse objecten, ruim 150 objecten uit Papoea-Nieuw-Guinea, ongeveer 150 keramiekobjecten uit Noord- en West-Afrika van de Stichting African Culture Centre in Rotterdam en 575 etnografische objecten uit verschillende delen van de wereld.
De collectie omvat verder voorwerpen over de universiteit en het studentenleven teruggaand tot de oprichting van de universiteit in 1614, voorlopers van de computer, fossielen en mineralen, microscopen en verscheidene natuurkundige en sterrenkundige instrumenten, onder andere uit het Museum van Natuurlijke Historie, dat rond 1820 werd opgericht door Theodorus van Swinderen en het Museum voor Mineralogie en Geologie opgericht in 1902 bij het Mineralogisch-Geologisch Instituut.

### Afbeeldingen

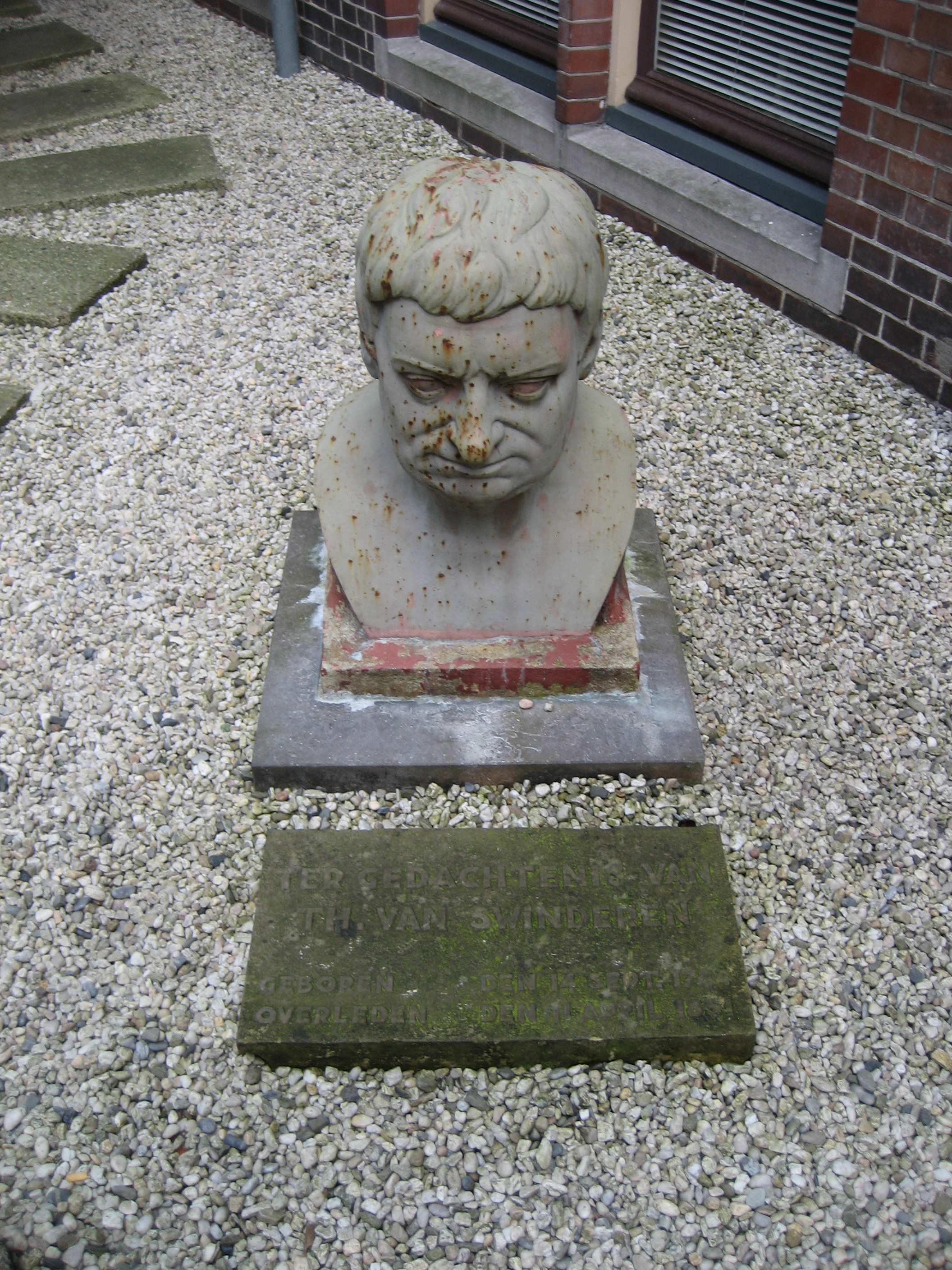
Buste van Theodorus van Swinderen (tuin museum)
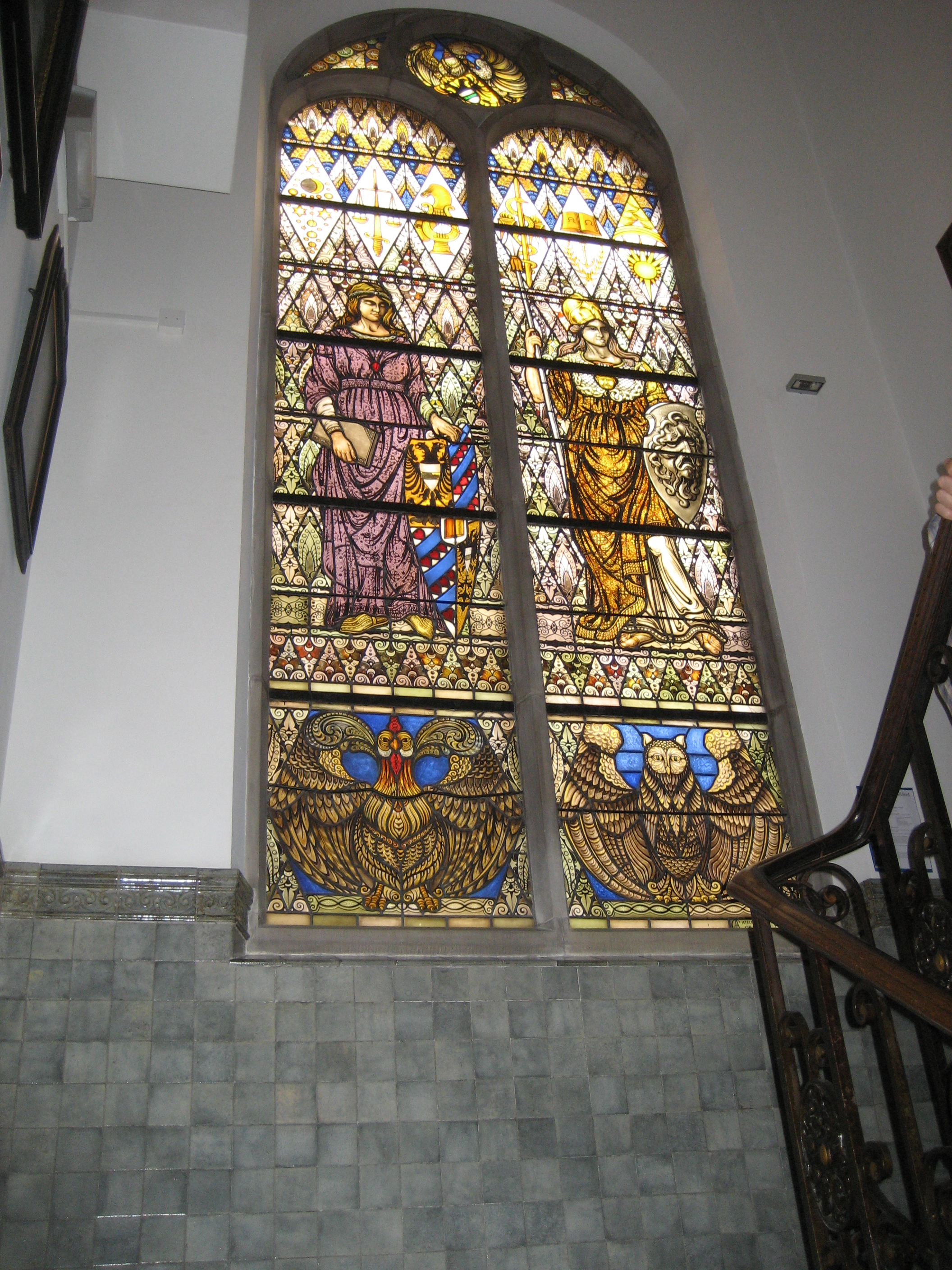
Raam door glazenier Lou Asperslagh
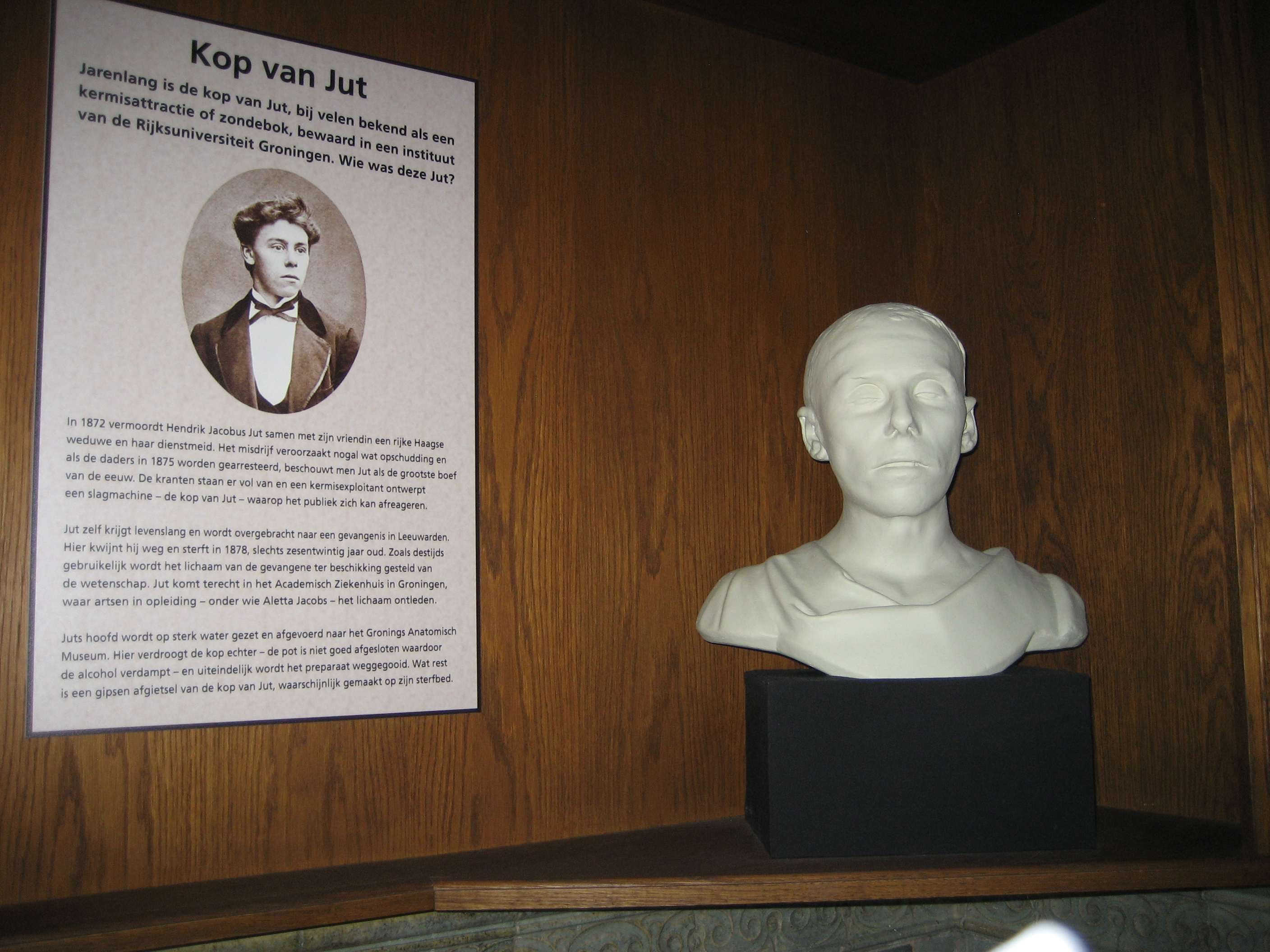
Kop van Jut (afgietsel van hoofd van Hendrik Jut)